# Pavelló Nou Congost
Der Pavelló Nou Congost (kurz: Nou Congost) ist eine Mehrzweckhalle in der spanischen Stadt Manresa, Provinz Barcelona, in der Autonomen Gemeinschaft Katalonien. Sie ist hauptsächlich die Heimspielstätte des Basketballclubs BAXI Manresa. Die Halle bietet 5000 Plätze und ist auch der Hauptsitz sowie Verwaltungszentrum des Clubs.

## Geschichte
1968 wurde der Pavelló Congost, in Folge des Aufstieges in die Liga Española de Baloncesto, gebaut. Zuvor trug man die Heimspiele auf einem unüberdachten Basketballfeld neben dem Fußballstadion Camp de futbol del Pujolet aus. Durch gestiegene Anforderungen in der Liga ACB wurde 1992 der Pavelló Nou Congost, wenige Meter von der alten Halle entfernt, gebaut und rechtzeitig zur 13. Ausgabe der Lliga Catalana de Bàsquet (deutsch Katalanische Basketballliga) im September des Jahres von Jordi Pujol, Präsident der Generalitat de Catalunya, eingeweiht. Montigalà Joventut bezwang im Endspiel den FC Barcelona Banca Catalana mit 89:79. Die Sportarena bietet bis zu 30 Plätze auf der Pressetribüne und einen Raum für Pressekonferenzen. Unter dem Dach befindet sich der V.I.P.-Bereich. Auf der anderen Seite sind die Räume von Bàsquet Manresa und das Vereinsmuseum Museu del Bàsquet Manresà zu finden. Der alte Pavelló Congost wird noch als Trainingshalle und Spielort für Jugendmannschaften genutzt. Um die Arena befinden sich weitere Sportstätten wie eine Leichtathletikanlage, ein Baseballfeld, ein Rugbyspielfeld und ein Skatepark.

## Galerie

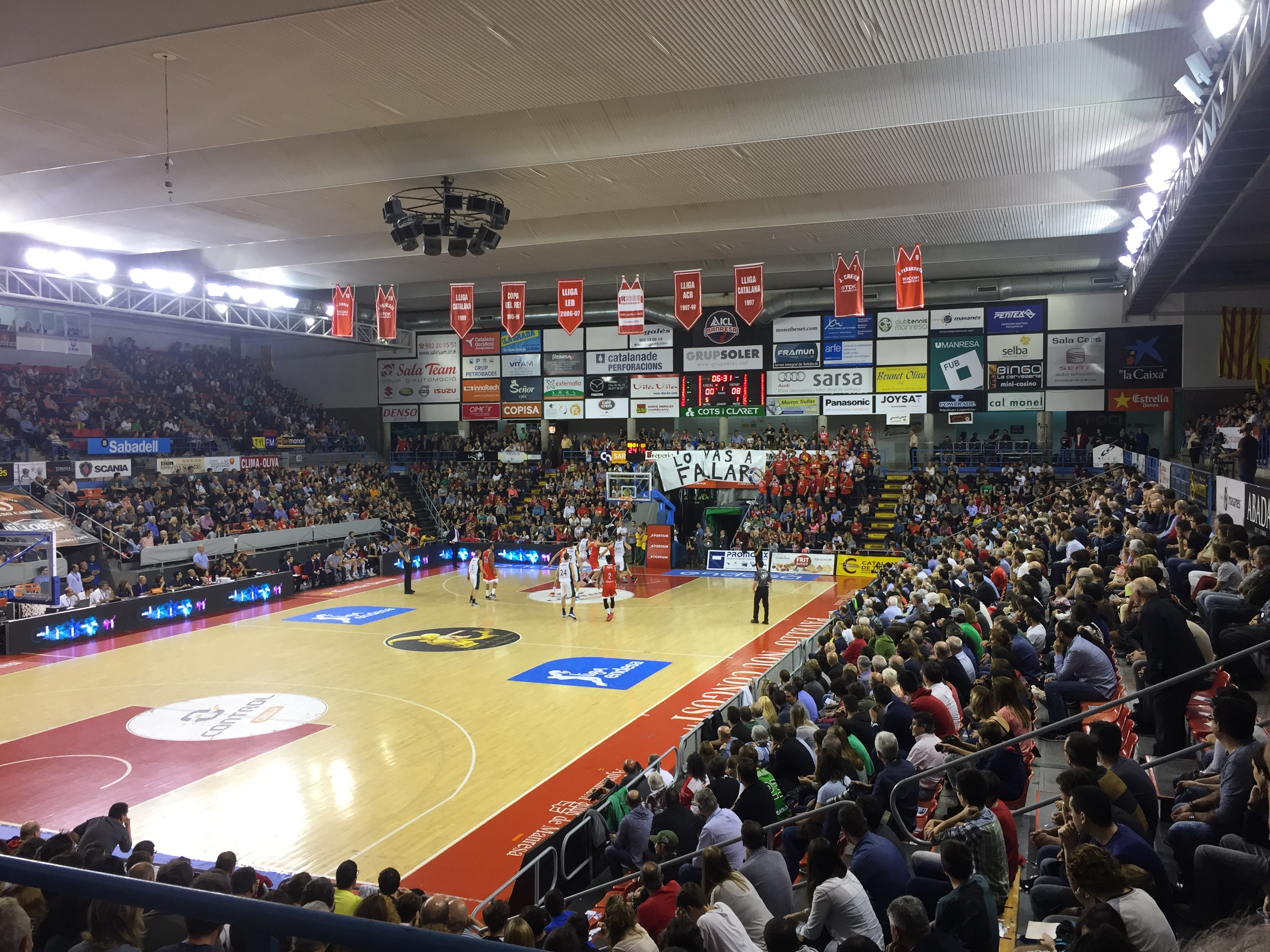
Spiel von ICL Manresa gegen Divina Seguros Joventut in der Saison 2016/17 der Liga ACB